# Donnacona
Donnacona är en stad (kommun av typen ville) och tätort (centre de population) i provinsen Québec i Kanada. Den ligger i regionen Capitale-Nationale, i den sydöstra delen av landet, 300 km öster om huvudstaden Ottawa. Antalet invånare vid folkräkningen 2021 var 7 436 i kommunen och 8 952 i tätorten.